# 拉图尔朗德里
拉图尔朗德里（法語：La Tourlandry，法語發音：[la tuʁlɑ̃dʁi] ⓘ）是法国曼恩-卢瓦尔省的一个旧市镇，属于绍莱区。2015年12月15日，拉图尔朗德里和相邻的其它11个市镇合并为新市镇安茹地区舍米耶（Chemillé-en-Anjou）。

## 地理
拉图尔朗德里（47°8'34"N, 0°41'52"W）面积19.34 平方千米，位于法国卢瓦尔河地区大区曼恩-卢瓦尔省，该省份为法国西部内陆省份，大致对应安茹地区，北起顺时针与马耶讷省、萨尔特省、安德尔-卢瓦尔省、维埃纳省、德塞夫勒省、旺代省、大西洋卢瓦尔省和伊勒-维莱讷省接壤。
与拉图尔朗德里接壤的市镇（或旧市镇、城区）包括：科龙、科塞当茹、圣乔治德加尔德、拉萨勒德维耶、特雷芒蒂讷、沃赞、默莱。
拉图尔朗德里的时区为UTC+01:00、UTC+02:00（夏令时）。

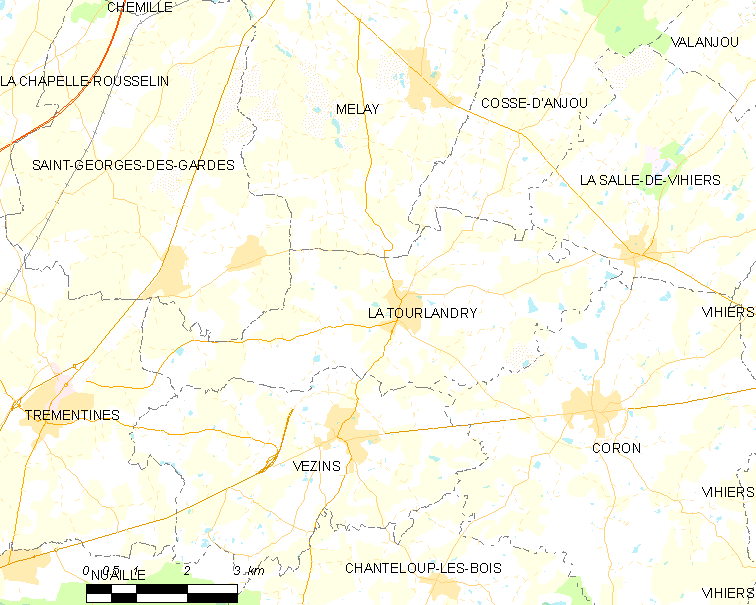
拉图尔朗德里的OSM定位图

## 行政
拉图尔朗德里的邮政编码为49120，INSEE市镇编码为49351。

## 政治
拉图尔朗德里所属的省级选区为安茹地区舍米耶县。

## 人口

1962-2008年间拉图尔朗德里人口变化图示

拉图尔朗德里于2018年1月1日时的人口数量为1388人。